# Cara Gee
Cara Gee, född 2 september 1983 i Calgary, är en kanadensisk skådespelare.
Cee har bland annat medverkat i filmen The Call of the Wild – Skriet från vildmarken och TV-serierna Extrapolations och Sweet Tooth.

## Filmografi (i urval)
- 2020 – The Call of the Wild – Skriet från vildmarken
- 2023 – Extrapolations (TV-serie)
- 2024 – Sweet Tooth (TV-serie)